# Reykjanesbær
Reykjanesbær és un municipi de la regió de Suðurnes, situat a la península del sud del país. El municipi es va crear el 1994 quan els habitants de les ciutats de Keflavík, Njarðvík, i del poble d'Hafnir van votar fusionar-se en un sol municipi i, des de l'any 2006 també s'hi afegí el poble d'Ásbrú. Reykjanesbær és el cinquè municipi més poblat d'Islàndia, amb 17.464 habitants.
Dels quatre nuclis urbans que conformen el municipi, Keflavík és el més gran i el més poblat, mentre que Hafnir és el més petit i situat a uns 10 quilòmetres de distància d'aquest. Keflavík i Njarðvík van anar creixent a poc a poc al llarg de la segona meitat del segle xx, fins que l'únic que els separava una de l'altra era un carrer. El costat nord del carrer pertanyia a Keflavík i el costat sud a Njarðvík. El 2006, quan l'Armada dels Estats Units va tancar l'Estació Aèria Naval de Keflavik, el lloc va ser assumit per la Corporació de Desenvolupament de l'Aeroport de Keflavik (Kadeco, per les seves sigles en anglès), empresa propietat de l'estat islandès, la qual va reanomenar la zona Ásbrú i va instal·lar-hi un centre d'educació universitària anomenat Keilir-Centre Atlàntic d'Excel·lència l'estiu del 2007. Actualment, també acull altres institucions educatives i empreses vinculades a aquestes. Des del maig de 2009, al municipi de Njarðvík s'hi troba la seu del museu Viking World.

## Llocs d'interès
- Museu islandès del Rock'n'Roll (Rokksafn Íslands)
- Instal·lador de transmissió de ràdio naval de Grindavik
- Reykjanesviti
- Museu Viking World

## Galeria

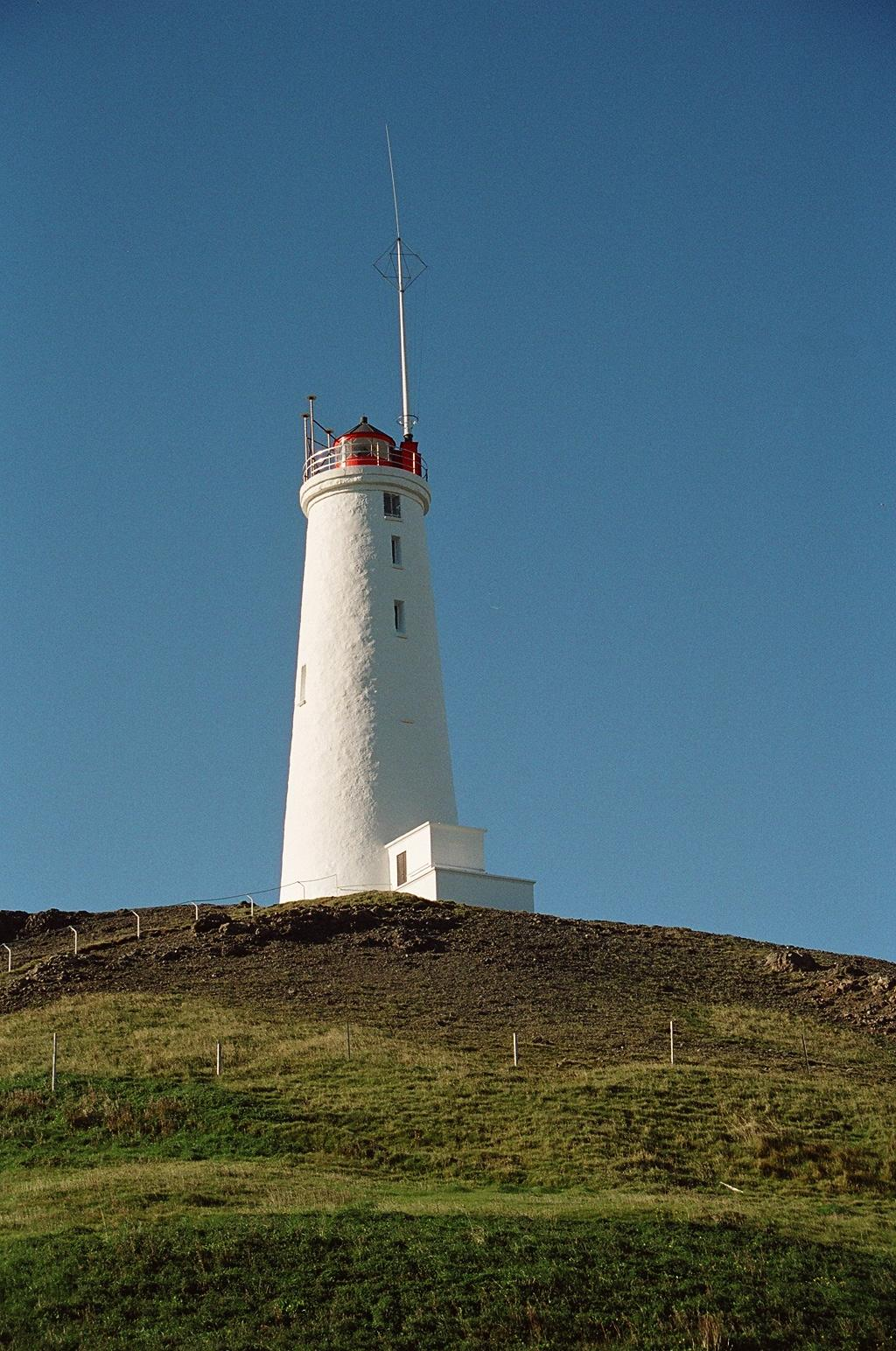
far de Reykjanesviti.
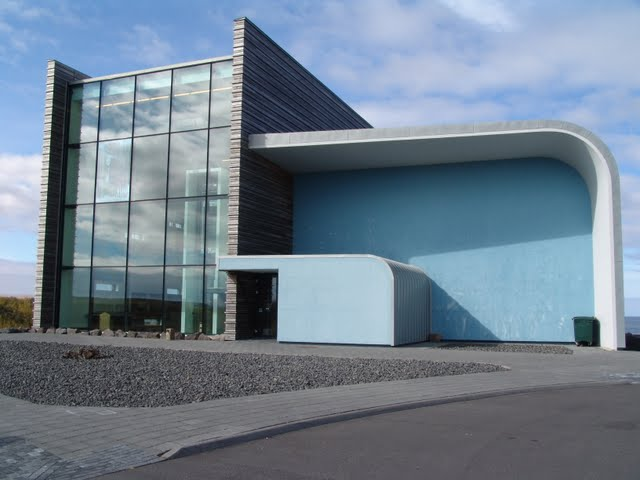
Museu Viking World.
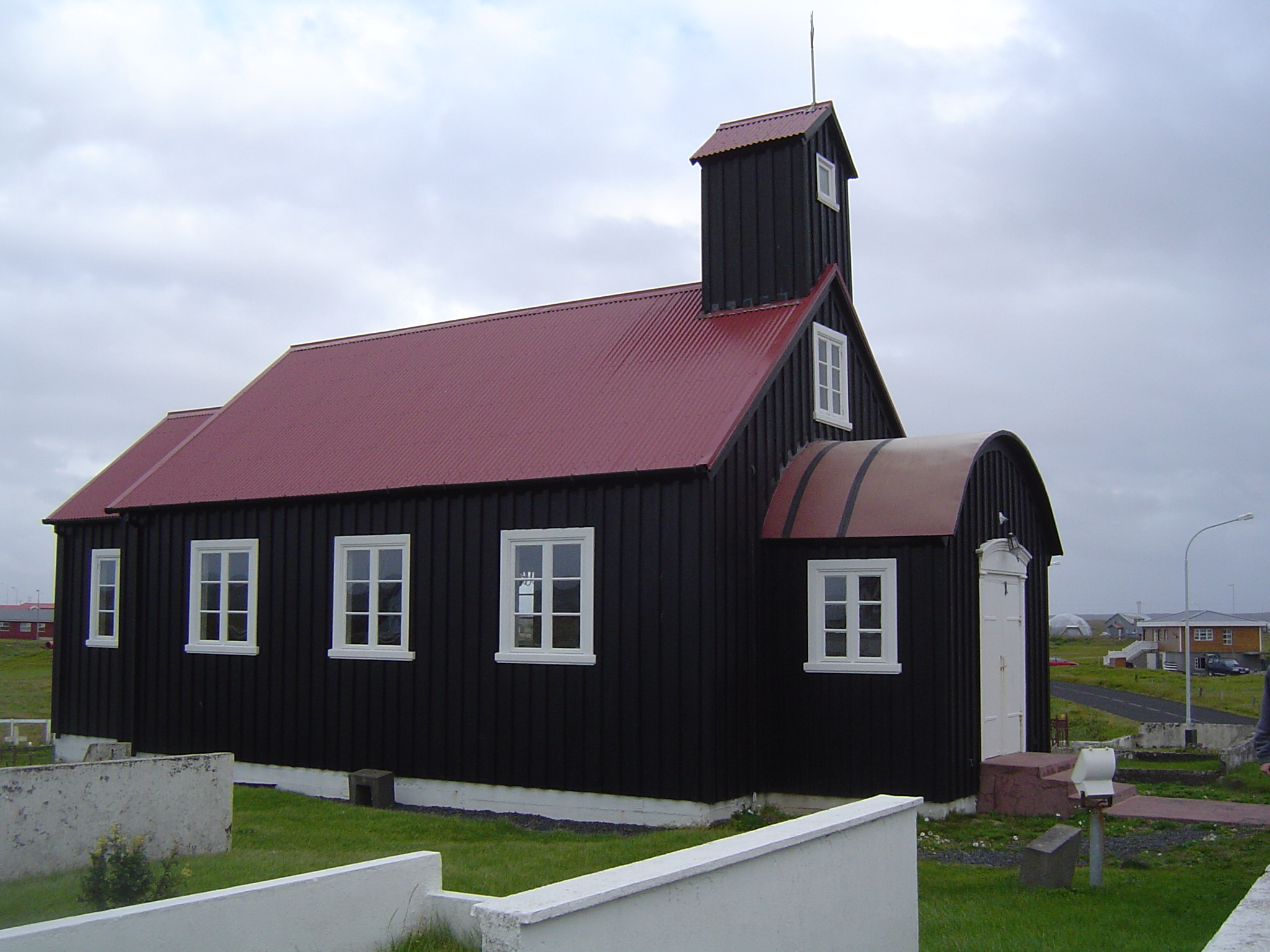
Església de Hafnir.

## Municipis agermanats
- Kerava, Finlàndia.
- Kristiansand, Noruega[3]
- Miðvágur, Illes Fèroe, Dinamarca.
- Orlando, Estats Units d'Amèrica[4]
- Trollhättan, Suècia.